# 바비 키스
바비 키스(Bobby Keys, 1943년 12월 18일 ~ 2014년 12월 2일)는 미국의 색소폰 연주자로 1970년대의 몇몇 경적단 멤버로 다른 음악가들과 함께 공연했다. 그는 롤링 스톤스, 레너드 스키너드, 해리 닐슨, 덜레이니 & 보니 앤 프렌즈, 조지 해리슨, 존 레논, 에릭 클랩튼, 조 코커와 다른 유명한 음악가의 음반에 참여한다. 키스는 수백 개의 음반으로 연주했고, 1956년부터 2014년 사망할 때까지 순회 음악가였다.